# Osmanca, Düzce
Osmanca là một Huyện thuộc thành phố Düzce, tỉnh Düzce, Thổ Nhĩ Kỳ. Dân số thời điểm năm 2010 là 338 người.